# Dihydroksyindol
Dihydroksyindol (DHI) – organiczny związek chemiczny, dihydroksylowa pochodna indolu. W organizmach żywych jest produktem pośrednim metabolizmu tyrozyny. DHI jest monomerem barwnika eumelaniny.